# Сома (уезд)
Сома (яп. 相馬郡 Сома-гун) уезд расположен в префектуре Фукусима, Япония.
В 2003 году население уезда составляло 41,540 человек, площадь 476.49 км ², плотность 87.18 человек / км ². По оценкам на 1 октября 2018 года, население составляет 8,238 человек, площадь 276.83 км ², плотность 29.8 человек / км ².  В связи с Аварией на АЭС Фукусима-1 село Иитате, входящее в Фукусимскую зону отчуждения, было эвакуировано. Приказ об эвакуации был отменён 1 апреля 2017 года, за исключением небольшого района на юге Иитате, граничащего с соседним посёлком Намиэ, который остается практически полностью закрытой зоной. Однако только треть бывших жителей выразили намерение вернуться обратно.

## Посёлки и сёла
- Синти
- Иитате

## Слияния
- 1 января 2006 года город Харамати и поселки Касима и Одака слились в новый город Минамисома.

### Эвакуированные населённые пункты входящие вФукусимскую зону отчужденияна 2019 год
- Футаба (из уезда Футаба)
- Окума (из уезда Футаба) - с 10 апреля 2019 приказ об эвакуации был отменён, но по состоянию на 2019 года «труднодоступная территория» по-прежнему занимает большую часть посёлка (приказ об эвакуации отменён только на юго-западе посёлка).[6][7][8]
- Намиэ (из уезда Футаба) - приказ об эвакуации был отменен 31 марта 2017 года, но по состоянию на 2019 года «труднодоступная территория» по-прежнему занимает большую часть посёлка (приказ об эвакуации отменён только на юго-востоке посёлка)[9][7]
- Томиока (из уезда Футаба) - приказ об эвакуации 1 апреля 2017 года был отменен, за исключением небольшого «труднодоступного района» на северо-востоке, и возвращение жителей разрешено.[10]
- Кацурао (из уезда Футаба) - на 90% село пригодно для возвращения жителей (за исключением небольшого «труднодоступного района» на северо-востоке).[3][4]
- Иитате - эвакуация была отменена 1 апреля 2017 года, за исключением небольшого района на юге Иитате, граничащего с соседним посёлком Намиэ, который остается практически полностью закрытой зоной. Однако только треть бывших жителей выразили намерение вернуться обратно.[5]